# Sofronius III van Constantinopel

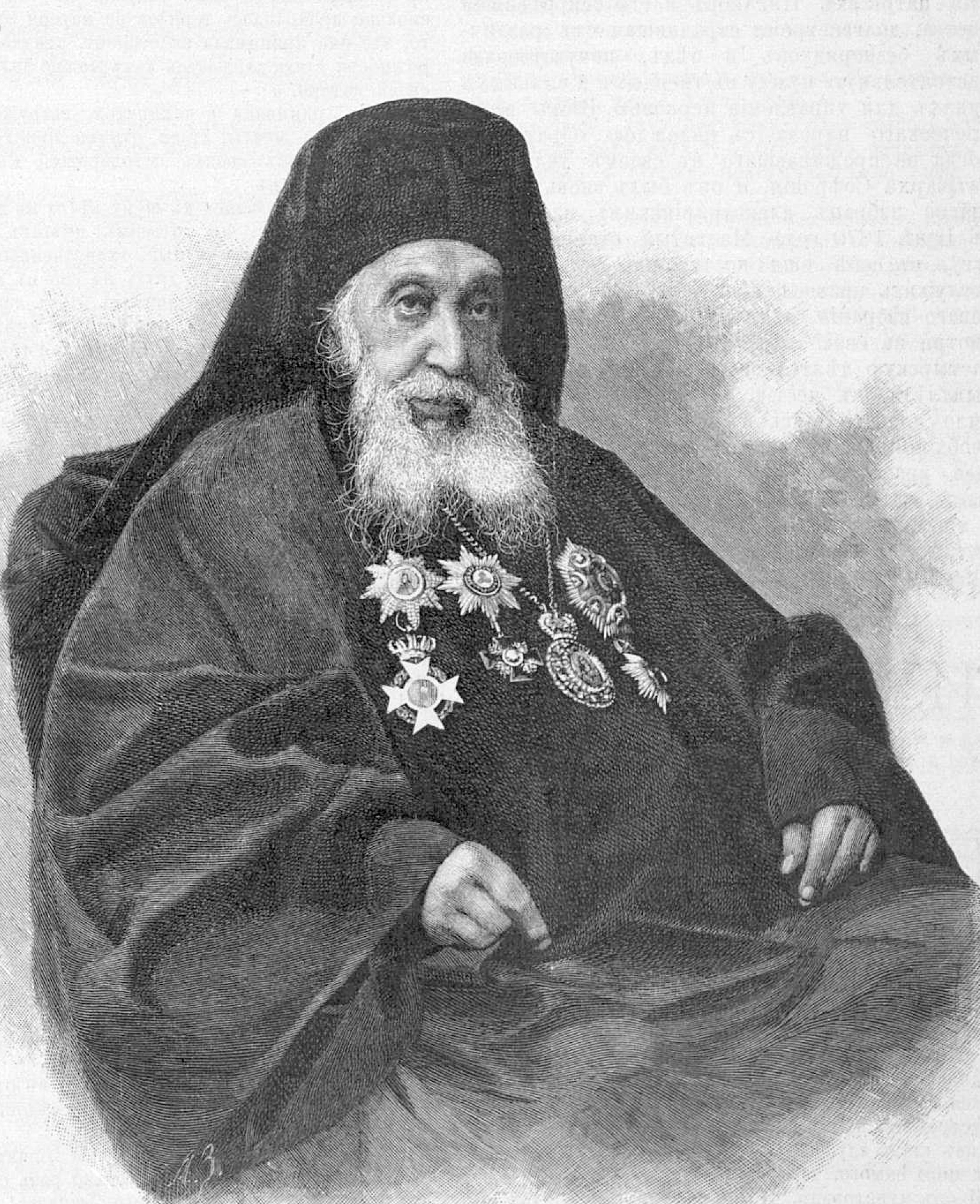
Sofronius III

Sofronius III (Grieks: Σωφρόνιος Γ') (Constantinopel, 1798 - Alexandrië, 22 augustus 1899) was van 2 oktober 1863 tot 16 december 1866 patriarch van Constantinopel en vervolgens als Sofronius IV (Grieks: Σωφρόνιος Δ΄) van 11 juni 1870 tot 3 september 1899 patriarch van Alexandrië.
Sofronius werd geboren in Istanboel tussen de jaren 1798 en 1802, als Stavros Meidantzoglou (Grieks: Σταύρος Μεϊδαντζόγλου). Hij was afkomstig uit een rijke familie en studeerde aan het Phanar Grieks Orthodox College. In 1820 werd hij gewijd tot diaken. In 1839 werd Sofronius gekozen tot Metropoliet van Chios, nadat hij eerst was gewijd tot priester en vervolgens bisschop door patriarch Gregorius VI van Constantinopel. In 1855 werd hij Metropoliet van Amasya. Hij zette zich in voor de oprichting van Griekse scholen in zijn provincie en gedurende de jaren 1858-1860 was hij lid van de grote nationale vergadering van het patriarchaat. Deze vergadering stelde de zogenaamde nationale of algemene voorschriften op, waarover in 1862 werd gestemd. Hiermee was de deelname van meer mensen toegestaan aan de besluitvormingsprocessen van het Patriarchaat. 
Op 20 september 1863, na het aftreden van patriarch Joachim II van Constantinopel, werd hij verkozen tot oecumenisch patriarch. Tijdens zijn patriarchaat onderhandelde hij in 1866 met de Grieks-Orthodoxe Kerk over de integratie van de bisdommen van de Ionische eilanden, die al in 1864  met Griekenland waren verenigd, in de Griekse kerk. In hetzelfde jaar ontstond de zogenaamde "kloosterkwestie" in de kerk van Roemenië, toen de heerser Alexander Jan Cuza alle eigendommen van het Oecumenisch Patriarchaat in beslag nam met het oogmerk de landerijen van de kloosters te verdelen onder de boeren. In 1864 verklaarde de Roemeens-Orthodoxe Kerk zich autocefaal. Dit werd in 1885 erkend door Constantinopel.
Hierna trad patriarch Sofronius af op 4 december 1866 en trok zich terug in zijn huis op de Prinseneilanden tot 1870. In dat jaar stierf de patriarch van Alexandrië Nikanor van Alexandrië en braken er rellen uit over de verkiezing van zijn opvolger. Op 30 mei 1870 werd hij gekozen tot patriarch van Alexandrië. Zijn patriarchaat werd bedoezeld door zijn onterechte uitwijzing van de Metropoliet van de Pentapolis Cyrenaica, Nektarios van Egina. Nektarios werd later echter door de kerk heilig verklaard.
Hij bleef patriarch van Alexandrië tot aan zijn dood op 22 augustus 1899, ongeveer 100 jaar oud. Zijn gebeente bevindt zich in een marmeren reliekhouder in de Grieks-Orthodoxe Kerk "Heilige Joris" in Caïro.
Bisschoppen van Byzantium:

Andreas de Apostel · Stachys de Apostel · Onesimus · Polycarpus I · Plutarchus · Sedecion · Diogenes · Eleutherius · Felix · Polycarpus II · Athenodorus · Euzoïs · Laurentius · Alypius · Pertinax · Olympianus · Marcus I · Filadelfus · Cyriacus I · Castinus · Eugenius I · Titus · Dometius · Rufinus I · Probus · Metrofanes · Alexander

Bisschoppen en aartsbisschoppen van Constantinopel:

Paulus I · Eusebius van Nicomedië · Paulus I · Macedonius I · Paulus I · Macedonius I · Eudoxius van Antiochië · Demofilus · Euagrius · Maximus ·  Gregorius I van Nazianze

Patriarchen van Constantinopel:

Nectarius · Johannes I · Arsacius van Tarsus · Atticus · Sisinnius I · Nestorius · Maximianus · Proclus · Flabianus · Anatolius · Gennadius I · Acacius · Fravitta · Eufemius · Macedonius II · Timotheus I · Johannes II van Cappadocië · Epifanius · Anthimus I · Mennas · Eutychius · Johannes III Scholasticus · Johannes IV Nesteutes · Cyriacus · Thomas I · Sergius I · Pyrrus I · Paulus II · Petrus · Thomas II · Johannes V · Constantijn I · Theodorus I · Georgius I · Paulus III · Callinicus I · Cyrus · Johannes VI · Germanus I · Anastasius · Constantijn II · Nicetas · Paulus IV · Sint Tarasius · Niceforus I · Theodotus I van Cassiteras · Antonius I · Johannes VII Grammaticus · Methodius I · Ignatius I · Photius I · Stefanus I · Antonius II Kauleas · Nicolaas I Mysticus · Euthymius I Syncellus · Stefanus II van Amasea · Tryfon · Theofylactus · Polyeuctus · Basilius I Skamandrenus · Antonius III Studites · Nicolaas II Chrysoberges · Sisinnius II · Sergius II · Eustathius · Alexius I Studites · Michaël I · Constantijn III Lichoudas · Johannes VIII Xifilinus · Cosmas I · Eustathius Garidas · Nicolaas III Grammaticus · Johannes IX Agapetus · Leo Styppes · Michaël II Kurkuas · Cosmas II Atticus · Nicolaas IV Muzalon · Theodotus II · Neofytus I · Constantijn IV Chliarenus · Lucas Chrysoberges · Michaël III van Anchialus · Chariton · Theodosius I Borradiotes · Basilius II Carnaterus · Nicetas II Muntanes · Leontius Theotokites · Dositheus · Georgius II Xifilinus · Johannes X Camaterus · Michaël IV Autoreianus · Theodorus II Eirenicus · Maximus II · Manuel I Charitopoulos · Germanus II · Methodius II ·  Manuel II ·  Arsenius Autoreianus · Niceforus II · Germanus III · Jozef I Galesiotes · Johannes XI Bekkos · Gregorius II Cyprius · Athanasius I · Johannes XII · Nefon I · Johannes XIII Glykys · Gerasimus I · Jesaias · Johannes XIV Kalekas · Isidorus I · Calixtus I · Filotheus Kokkinos · Macarius · Neilus Kerameus · Antonius IV · Calixtus II Xanothopoulos · Mattheus I · Euthymius II · Jozef II · Metrofanes II · Gregorius III Mammas · Athanasius II · Gennadius II · Isidorus II Xanthopoulos · Sofronius I Syropoulos · Joasaf I · Marcus II Xylokaraves · Simeon I van Trebizonde · Dionysius I · Rafaël I · Maximus III Manasses · Nefon II · Maximus IV · Joachim I · Pachomius I · Theoleptus I · Jeremias I · Joannicus I · Dionysius II · Joasaf II · Metrofanes III · Jeremias II · Pachomius II · Theoleptus II · Mattheus II · Elias I · Theofanes I Karykes · Meletius I Pegas · Neofytus II · Rafaël II · Timotheus II · Cyrillus I Lucaris · Gregorius IV van Amasea · Anthimus II · Cyrillus II Kontares · Athanasius III Patelaros · Neofytus III van Nicea · Parthenius I · Parthenius II · Joannicus II · Cyrillus III · Parthenius III · Gabriël II · Parthenius IV · Theofanes II · Dionysius III · Clemens · Methodius III · Dionysius IV Muselimes · Gerasimus II · Athanasius IV · Jakobus · Callinicus II · Neofytus IV · Gabriël III · Neofytus V · Cyprianus I · Athanasius V · Cyrillus IV · Cosmas III · Jeremias III · Paisius II · Serafeim I · Neofytus VI · Cyrillus V · Callinicus III · Serafeim II · Joannicus III · Samuel I Chatzeres · Meletius II · Theodosius II · Sofronius II · Gabriël IV · Procopius I · Neofytus VII · Gerasimus III · Gregorius V · Callinicus IV · Jeremias IV · Cyrillus VI · Eugenius II · Anthimus III · Chrysanthus I · Agathangelus I · Constantius I · Constantius II · Gregorius VI · Anthimus IV · Anthimus V · Germanus IV · Meletius III · Anthimus VI · Cyrillus VII · Joachim II · Sofronius III · Joachim III · Joachim IV · Dionysius V · Neofytus VIII · Anthimus VII · Constantijn V · Germanus V · Meletius IV · Gregorius VII · Constantijn VI · Basilius III · Photius II · Benjamin I · Maximus V · Athenagoras I · Dimitrios I · Bartholomeus I